# Province d'El Hajeb
La province d'El Hajeb est une subdivision à dominante rurale de la région Fès-Meknès, au Maroc. Elle a pour chef-lieu El Hajeb.

## Géographie
La province d'El Hajeb a une superficie de 2 193,41 km2. Son code géographique est 03.171.

## Toponymie
Son nom en arabe est إقليم الحاجب.

## Subdivisions administratives
La province d'El Hajeb comprend 4 municipalités et 12 communes.

### Municipalités
- Agouraï
- Ain Taoujdate
- El Hajeb
- Sabaâ Aïyoun

### Communes
- Aït Boubidmane
- Aït Bourzouine
- Aït Harz Allah
- Aït Naamane
- Aït Ouikhalfen
- AIt Yaazem
- Bitit
- Iqaddar
- Jahjouh
- Laqsir
- Ras Ijerri
- Tamchachate

## Histoire
La province d'El Hajeb a été créée le 1er janvier 1991 par le décret royal no 2.91.90. Depuis 2015, elle fait partie de la région Fès-Meknès et relevait, auparavant, de feue la région Meknès-Tafilalet.

## Démographie
Lors du recensement de 2014, la province d'El Hajeb avait une population de 247 016 habitants, répartis dans 53 230 ménages et incluant 74 étrangers.